# 池田政広
池田 政広（いけだ まさひろ）は、江戸時代後期の大名。備中国鴨方藩の（当初の）第8代藩主。内密で異母弟の池田政善とすり替わり、藩主を退いた後に栄（さかえ）を名乗ったが、公式には政広と政善は同一人物で、栄とは別人とされた。

## 略歴
第6代藩主・池田政養の三男として誕生した。幼名は甚次郎。諱は初め奄有、のち政広、また政徳。
父・政養の死後、同母兄の政共が家督を継いでいたが、政共は文政7年5月22日（1824年6月18日）に数え19歳で早世した。政共に子はなく、仮養子に指名されていた15歳の甚次郎がそのまま末期養子として家督を継いだ。
しかし甚次郎は生来病弱であり、相続に伴う幕府への手続きや諸行事にその都度名代を立てて対応しなければならなかった。甚次郎が17歳になるのを待って、その後に改めて甚次郎の跡を継ぐ養子を届け出ることも考えられたが、それまでに元服や将軍への御目見が無事に実現するかも危ぶまれた上、頻繁に当主が交代しては諸行事に伴う経済的負担も大きかった。
そこで鴨方池田家は、甚次郎と6か月違い（数え年では1歳下）の庶出の異母弟である虎吉を身代わりに立てることにした。虎吉は既に池田家の家中ではしばしば付き添いとして、甚次郎が当主として振る舞う場に立ち会っていた。文政8年5月1日（1825年6月16日）、虎吉は異母兄に代わって「甚次郎政広」を名乗り、家督を相続することとなった。間もなく諱を政敏と改め、翌文政9年（1826年）に11代将軍徳川家斉に初御目見し、元服した。翌年にはさらに政善と改めた。
一方、弟に当主と自身の名を譲った元の甚次郎は、本家の岡山藩主池田斉政から「栄」の名（仮名）を贈られて、以後これを名乗り、また剃髪した。
この兄弟の入れ替わりは内密に行われた。そのため、池田家家内の史料である「池田氏系譜」には記録されているが、『寛政重修諸家譜』や明治政府に提出した「家系・家譜」では、政共の跡を嫡出の同母弟の政善（甚次郎）が継ぎ、彼らの庶出の弟であった政徳（虎吉）が栄を名乗ったことになっている。

## 系譜
- 父：池田政養（1772年 - 1819年）
- 母：兼子 - 瑞松院、池田治政の娘
  - 異母弟の池田政善との入れ替わり後、代わって表向きは生母が側室とされた。